# Gornji Ložac
Gornji Ložac – wieś w Chorwacji, w żupanii primorsko-gorskiej, w mieście Delnice. W 2011 roku liczyła 10 mieszkańców.